# 燃灯会
燃灯会 (ねんとうえ、연등회、ヨンドゥンフェ) は、旧暦4月8日に明かりを灯して仏に福を祈る朝鮮の法会。

## 歴史
新羅真興王12年（551年）に八関会とともに始まり、高麗時代に定着したと言われている。太祖が『訓要十条』の第六条に八関会とともに記し、高麗時代を通じて重要な年中行事とされた。八関会は10月西京（平壌）、11月中京（開京）だけで行われたが、燃灯会は全国的に挙行された。小会日（旧暦1月14日）と小正月にあたる大会日（旧暦1月15日）があり、綵棚を設置して明るくし、酒果、音曲、歌舞百戯で祝宴を施し諸仏と天地神明を楽しませることで国家と王室の太平を祈った。
成宗時代に儒学者崔承老の建議により廃止され、顕宗2年（1011年）に再開したが、契丹の侵入により避難した清州の別宮で旧暦2月15日に開かれたため、以後1月15日と2月15日のどちらかに開かれた。靖宗4年（1038年）2月の小会日に国王が奉恩寺に行って太祖の霊廟に参拝して以来それが慣わしとなり、建国者に拝礼を行う政治的意味合いを持つようになった。恭愍王元年（1352年）からは仏誕にあたる旧暦4月8日に宮中に百名の僧侶を招いて供養させ、この風習は初期の朝鮮王朝にも伝えられた。
1954年に太古寺が曹渓寺に名を改めた翌年から始まった提灯行列は、1996年には燃灯祝祭という文化行事となり、夜には十万個余りの五色灯が灯される。

## 由来
明かりを灯すことによって無明を悟ることを教えた仏陀の功徳を賛え善業を積もうとする供養の一方法である。これを灯供養と呼び、香供養とともに重要視された。また、燃灯を見ながら心を明らかにすることを看灯といい、『法華経』の「薬王菩薩本事品」では灯供養の功徳が無量とあり、『三国遺事』の「感通篇」にも炎などに関する説話がある。

## 重要無形文化財・無形文化遺産
曹渓宗などが働きかけて重要無形文化財への指定が議論されたが、2009年4月に否決、2011年7月に保留となっていた。2012年3月30日に指定されたが、その際にも一部委員から燃灯祝祭の灯篭について「歴史的考証と系譜を確認できない」などの理由で難色が示され、韓国キリスト教公共政策フォーラムからは「仏教信者の胸に花を付ける風習は日帝強占期の日本伝統行事の花祭りの影響を受けており、発達系譜さえ明確でなく問題点として指摘されてきた」とされた。
しかし 文化財庁は燃灯会が基本的に三国時代以後、仏教界だけでなく一般人まで自発的に参加した民族伝統意識だったという点で文化的·歴史的価値を認め文化財委員会の審議を経て重要無形文化財に指定予告した。

2012年3月30日、文化財庁は燃灯会をユネスコの無形文化遺産に申請し、2020年に登録された。ユネスコ無形遺産委員会は「燃灯会が時代を経て変わってきた包容性で国籍、人種、宗教、障害の境界を越えて文化的多様性を示す点、社会的境界を一時的に崩し喜びを分かち合い危機克服に重要な役割を遂行するという点などを評価した。